# Gibberellin
Gibberellin (viết tắt trong tiếng Anh: GAs) là một hormone có tác dụng điều chỉnh sự phát triển ở thực vật và có ảnh hưởng tới một loạt các quá trình phát triển như làm cho thân dài ra, nảy mầm, ngủ, ra hoa, biểu hiện gen, kích thích enzyme và tình trạng già yếu của lá cũng như quả.

## Lịch sử
Gibberellin lần đầu tiên được nhà khoa học người Nhật Bản là Eiichi Kurosawa ghi nhận vào năm 1926, khi ông nghiên cứu bệnh bakanae (lúa von) ở lúa. Chất này kích thích cây lúa phát triển rất cao, các lóng dài ra, thân cây nhỏ lại, màu xanh của cây ngả dần sang xanh vàng hoặc trắng. Người Việt Nam gọi đây là bệnh "lúa von".
Những giberelin được Teijiro Yabuta kết tinh đầu tiên là vào năm 1935 từ chủng nấm Gibberellin fujikuroi do Kurosawa cung cấp, khi đó ông đã kết tinh được hai dạng gibberellin và gọi chúng là gibberellin A và B.
Sự quan tâm tới gibberellin ngoài phạm vi Nhật Bản chỉ bắt đầu từ sau chiến tranh thế giới lần thứ II. Tại Hoa Kỳ, nghiên cứu đầu tiên do một đơn vị của Fort Detrick tại Maryland thực hiện, thông qua nghiên cứu sự nảy mầm của đậu Vicia faba. Tại Vương quốc Anh công việc nhằm cô lập các dạng gibberellin mới do Imperial Chemical Industries thực hiện. Sự quan tâm tới các gibberellin lan rộng ra khắp thế giới như là một chất tiềm năng để sử dụng đối với nhiều loài thực vật và có tầm quan trọng thương mại đã trở nên ngày càng rõ nét. Ví dụ, nghiên cứu bắt đầu từ Đại học California, Davis vào giữa thập niên 1950 đã dẫn tới việc sử dụng nó ở quy mô thương mại đối với nho không hạt Thompson trong khu vực California vào năm 1962.

## Hóa học
Về mặt hóa học, tất cả các gibberellin đã biết là các acid ditecpenoid được tổng hợp từ terpenoid trong thể hạt và sau đó biến đổi trong mô lưới nội chất và cytosol cho đến khi chúng đạt tới dạng hoạt hóa sinh học của mình. Tất cả các gibberellin đều dẫn xuất từ bộ khung ent-gibberellan, nhưng được tổng hợp thông qua ent-kauren. Các gibberellin được đặt tên là GA1, GA2,....GAn theo trật tự phát hiện. Acid gibberellic là gibberellin đầu tiên được mô tả cấu trúc, có tên gọi GA3
Gibberellin không chứa nitơ trong phân tử, hòa tan tốt trong các dung môi hữu cơ bình thường nhưng tan kém trong nước. Giberelin tổng hợp bằng con đường vi sinh vật.

## Chức năng
Gibberellin là chất trao đổi thứ cấp, có chức năng của một hormone thực vật, kích thích sinh trưởng thực vật. Thực vật chứa các gibberellin như những hormone nội sinh. Ở thực vật bậc cao, người ta còn thấy nó có đặc tính điều chỉnh sinh trưởng. Một lượng rất nhỏ gibberellin cũng ảnh hưởng đến quá trình sinh trưởng và phát triển thực vật, nhưng chúng không có tác dụng đối với động vật và vi sinh vật.

## Phân loại
Tính đến năm 2020, đã có 136 chất gibberellin được biết đến từ thực vật, nấm và vi khuẩn, trong đó gibberellin A3 hay Giberelin X, GA3 là chất có tác dụng sinh học lớn nhất.
Những gibberellin A2, A10 đến A15, A24 và A25 chỉ tách được từ nấm Fusarium moniliforme; các gibberellin A5, A6, A8, A16 đến A23, A26 đến A32 chỉ thấy ở thực vật bậc cao, còn gibberellin A1, A3, A4, A7 và A9 thấy có cả ở nấm Fusarium moniliforme và thực vật bậc cao.

GA1
GA3
ent-Gibberellan
ent-Kauren